# Amselsee
Der Amselsee Rathen ist ein kleiner Stausee im Kurort Rathen in der Sächsischen Schweiz im Freistaat Sachsen (Deutschland).

## Geschichte
Die ersten Ideen zur Anlage des Stausees wurden Ende der 1920er Jahre erstellt. Insbesondere die Rathener Gemeindeverwaltung forcierte das Projekt, da sie sich dadurch eine noch höhere Attraktivität des Landschaftsbildes und damit eine Belebung des Tourismus erhoffte. Gleichzeitig sollte der Stausee zum Hochwasserschutz, zu Feuerlöschzwecken und zur Fischzucht dienen. Nach heftigen Kontroversen zwischen Landschaftsschützern und Vertretern des Fremdenverkehrs erfolgte am 21. Juli 1934 der erste Spatenstich.
Für den Amselsee wurde der Grünbach (oder Amselgrundbach), das Hauptgewässer im Amselgrund, in seinem ausgeglichensten Abschnitt kurz oberhalb des von Westen einmündenden Wehlgrundes durch eine rund fünf Meter hohe Talsperre aufgestaut. Sie hat einen Grundablass mit einem Durchmesser von 50 cm sowie einen Hochwasser-Überfall mit 7 Öffnungen von je 2,0 m Breite in der Mitte der Mauer. Die Fertigstellung des Stausees erfolgte am 19. Dezember 1934. Die Baukosten beliefen sich auf knapp 31.000 Reichsmark.
Der Amselsee genannte Stausee entwickelte sich rasch zu einem touristischen Anziehungspunkt der Gemeinde Rathen. Das etwa 540 Meter lange Gewässer ist von einer Reihe von Kletterfelsen umgeben, unter denen die Lokomotive der bekannteste ist. Für Bootsfahrten auf dem See standen anfangs 12 Ruderboote und 12 Schaluppen zur Verfügung. Am 5. Juli 1957 verursachte ein schwerer Wolkenbruch große Schäden an der Staumauer und dem See, der teilweise versandete. 1983 wurden die bisherigen Boote durch 30 neue Stahlblechboote ersetzt. Zehn Jahre später (1993) wurde der See ausgebaggert, dabei wurden etwa 5.000 m³ Schlamm und Sand entsorgt. Durch das Hochwasser im August 2002 wurde es notwendig, 2003 erneut etwa 3.000 m³ Sand und Schlamm auszubaggern. Ab 2004 erfolgte die Sanierung der Staumauer, des am See entlangführenden Weges sowie die Neubeschaffung von 20 Ruderbooten.

## Daten des Bauwerkes
- Absperrbauwerk: 35 Meter lange gerade Gewichtsstaumauer aus Bruchsteinmauerwerk
- Stauspiegellänge: etwa 540 Meter
- Wasserfläche: 12.200 m²
- Wasserinhalt: etwa 19.000 m³
- Wassertiefe: bis zu 4 Meter

## Flora und Fauna
Der Stausee wird zur Fischzucht genutzt, der Forellenbesatz ist teilweise mit amerikanischen Regenbogenforellen vermischt. In der Ufervegetation lassen sich Prachtlibellen beobachten.

## Galerie

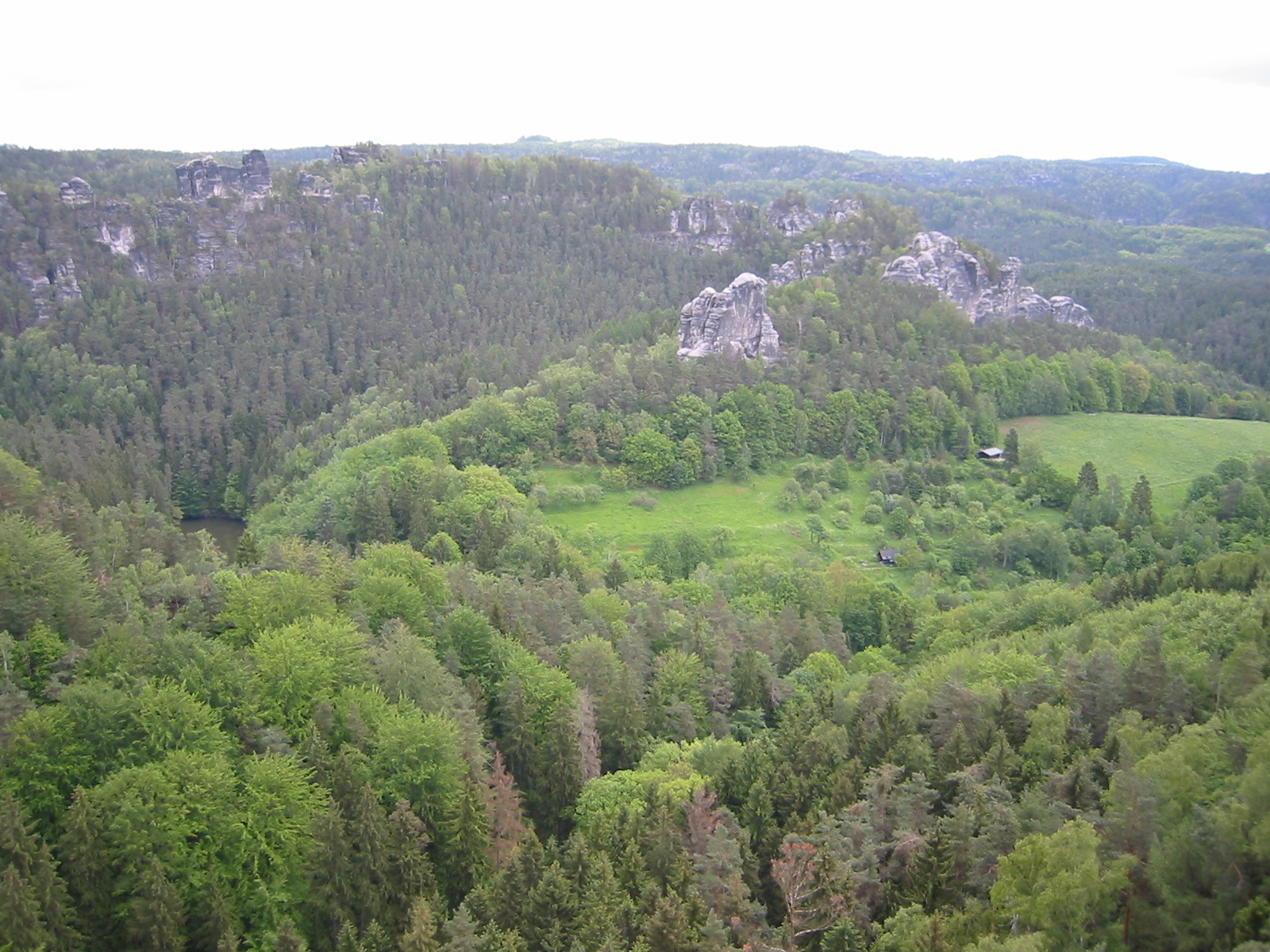
Amselgrund mit Amselsee, Lokomotive und dem Talwächter
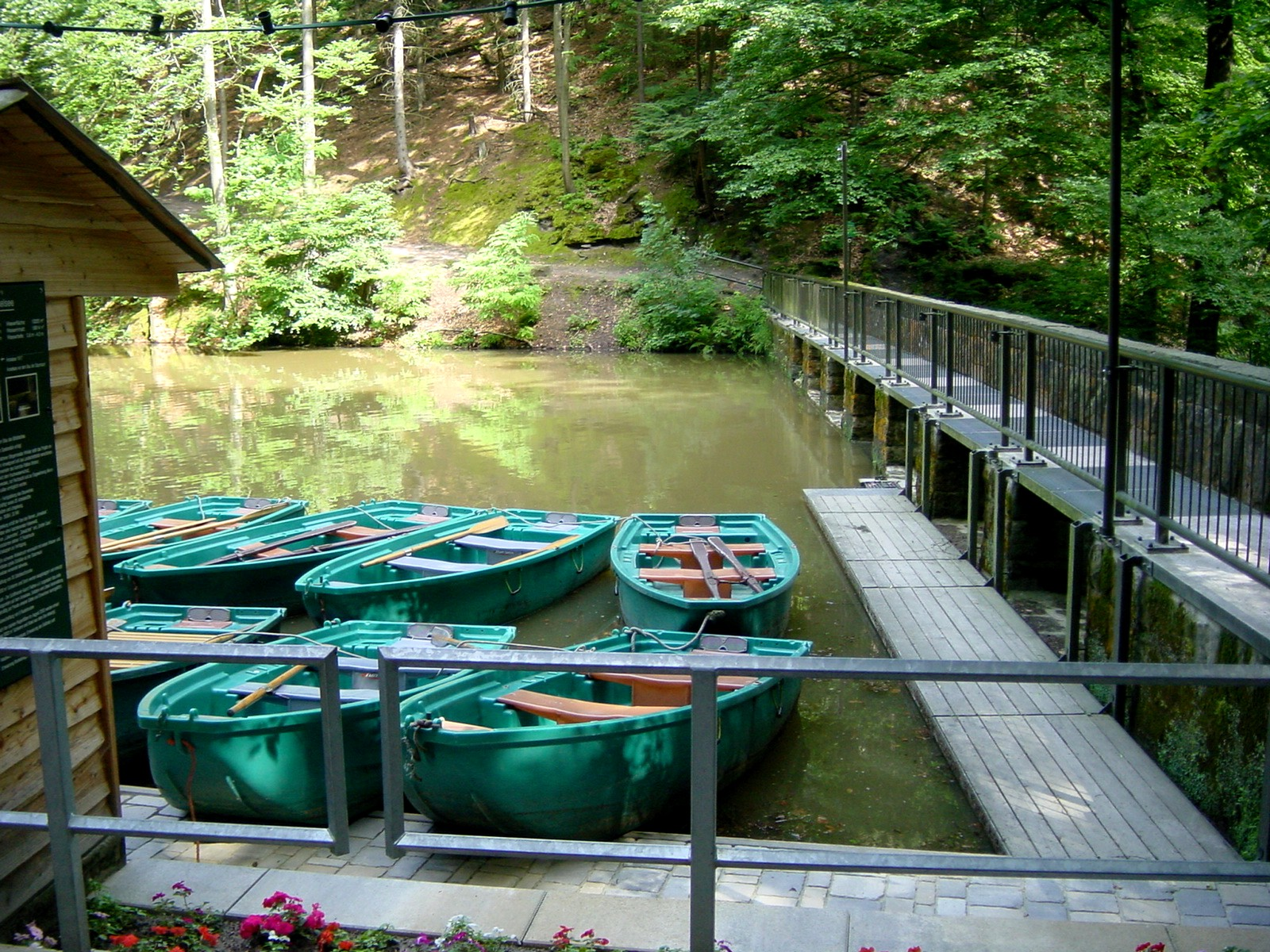
Die neuen Boote an der Staumauer
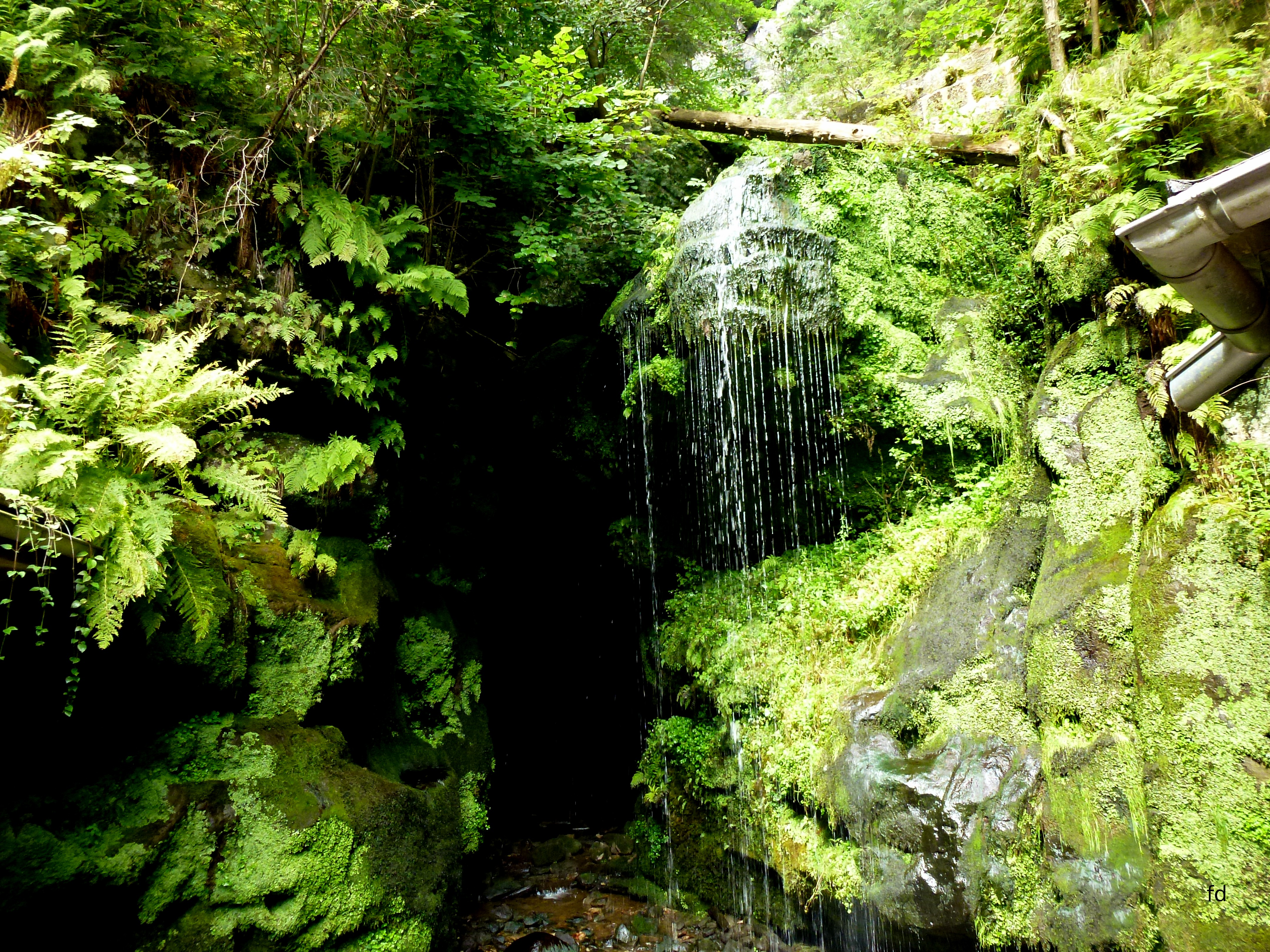
Amselwasserfall